# Bohren unter beschränkter lichter Höhe
Bohren unter beschränkter lichter Höhe (englisch drilling under bounded height of overhead-clearance besser bekannt unter: englisch low-clearance drilling) – auch Bohren bei eingeschränkter Arbeitshöhe oder Bohren bei geringer Arbeitshöhe genannt – ist ein häufiges Erfordernis im Spezialtiefbau. „Lichte Höhe“ ist dabei ein Maß für den begrenzten, unvereinnahmten, in der Vertikalen benutzbaren Raum an Öffnungen, welche für das Bauwesen und für andere Bereiche relevant sind. Insbesondere im Verkehrsbauwesen, im Bergbau oder bei Gebäudesanierungen kann die Höhe des für die Arbeitsausführung zur Verfügung stehenden Raumes limitiert sein. Für Bohrungen unter Brücken, ebenso wie für Bohrungen für Brückenverankerungen, für Bohrungen in Tunneln und Stollen oder unter spannungsführenden Leitungen, aber auch innerhalb von Gebäuden wie zum Beispiel Industriehallen kommen deshalb spezielle Bohrverfahren zum Einsatz.

## Bohrverfahren mit Bohrraupen

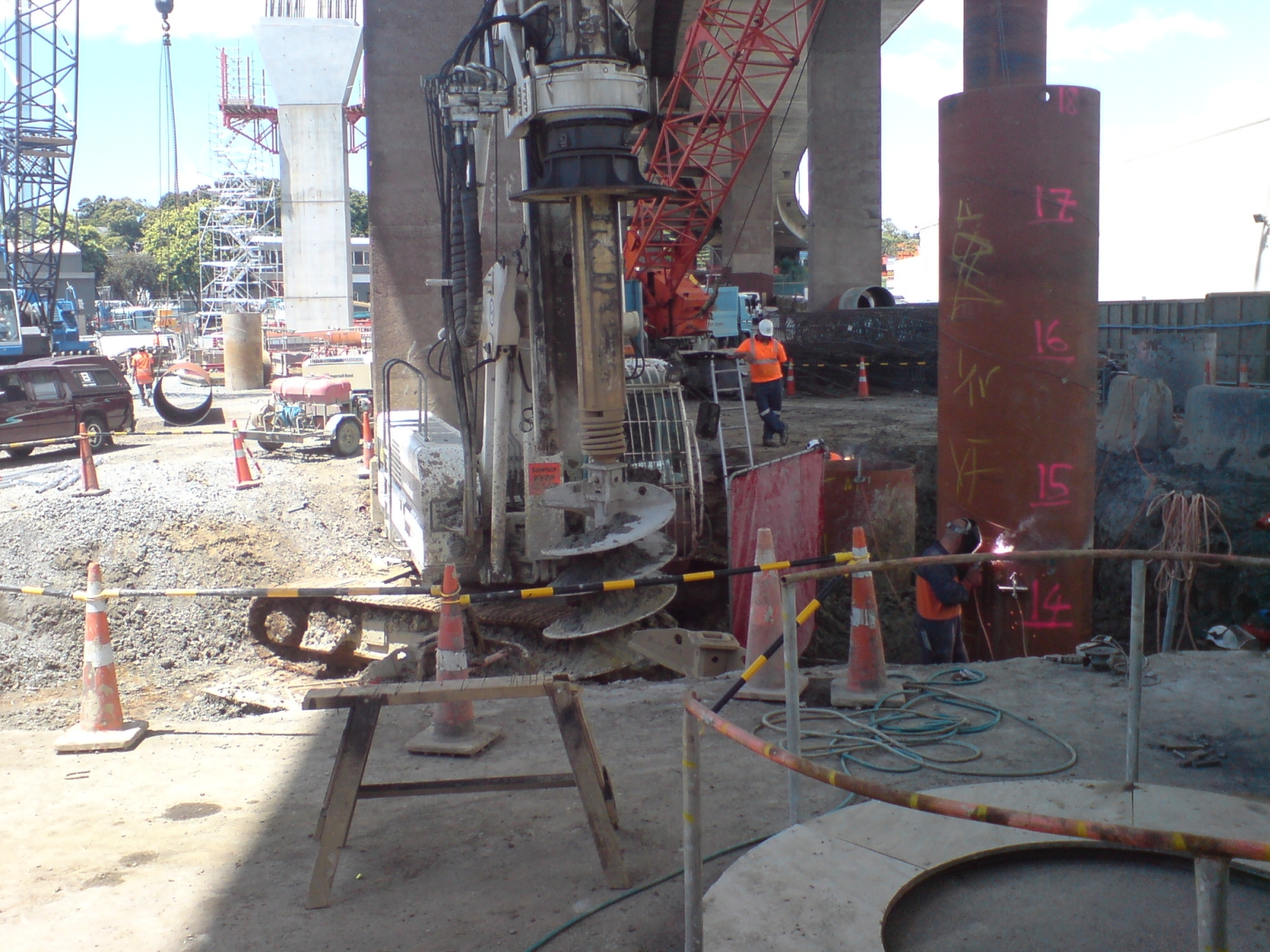
Ein Drehbohrgerät-Raupenfahrzeug (weiß lackiert) unter dem „Newmarket-Viadukt“ in Auckland/Neuseeland.

Bei geometrisch beschränkten Platzverhältnissen eignen sich in der Regel Bohrraupen, weshalb Bohrraupen insbesondere beim Berg- und Tunnelbau und innerhalb von Gebäuden zum Einsatz kommen. Die anwendbaren Bohrverfahren sind Drehschlagbohren, Überlagerungsbohren, Aufschluss- und Erkundungsbohrungen (Kernlochbohrungen) und Drehbohren. Auch bei der Einbringung von Mikropfählen (Verpresspfählen) mit einem Durchmesser kleiner 0,3 Meter werden Bohrraupen eingesetzt. Zur Wand- und Gewölbestabilisierung bietet sich häufig auch der Einsatz eines Selbstbohrankers an. Typische Anwendungsfälle sind Nachgründungen von Gebäuden und Bauwerken aller Art bei z. B. Setzungsproblemen, Lasterhöhungen durch Gebäudeumnutzungen und Aufstockungen.

## Kellybohrverfahren
Das Kellybohrverfahren ist ein Trockendrehbohrverfahren, für das ebenfalls Drehbohrgeräte mit geringer Bauhöhe verwendet werden können. Das Verfahren dient zur Herstellung von Bohrungen mit einem Durchmesser ab ca. 0,6 Meter bis 1,8 Meter. Angewandt wird es vor allem bei der Erstellung von Großbohrpfählen, Bohrungen für den Einbau von Stahlträgerprofilen und Stahlrohren, Bohrungen für Sand- und Kiespfähle, Bodenaustauschbohrungen und Brunnenbohrungen. Dabei ist insbesondere zu berücksichtigen, dass aufgrund des eingeschränkten Arbeitsraumes nur entsprechend kurzes Bohrwerkzeug eingesetzt werden kann.

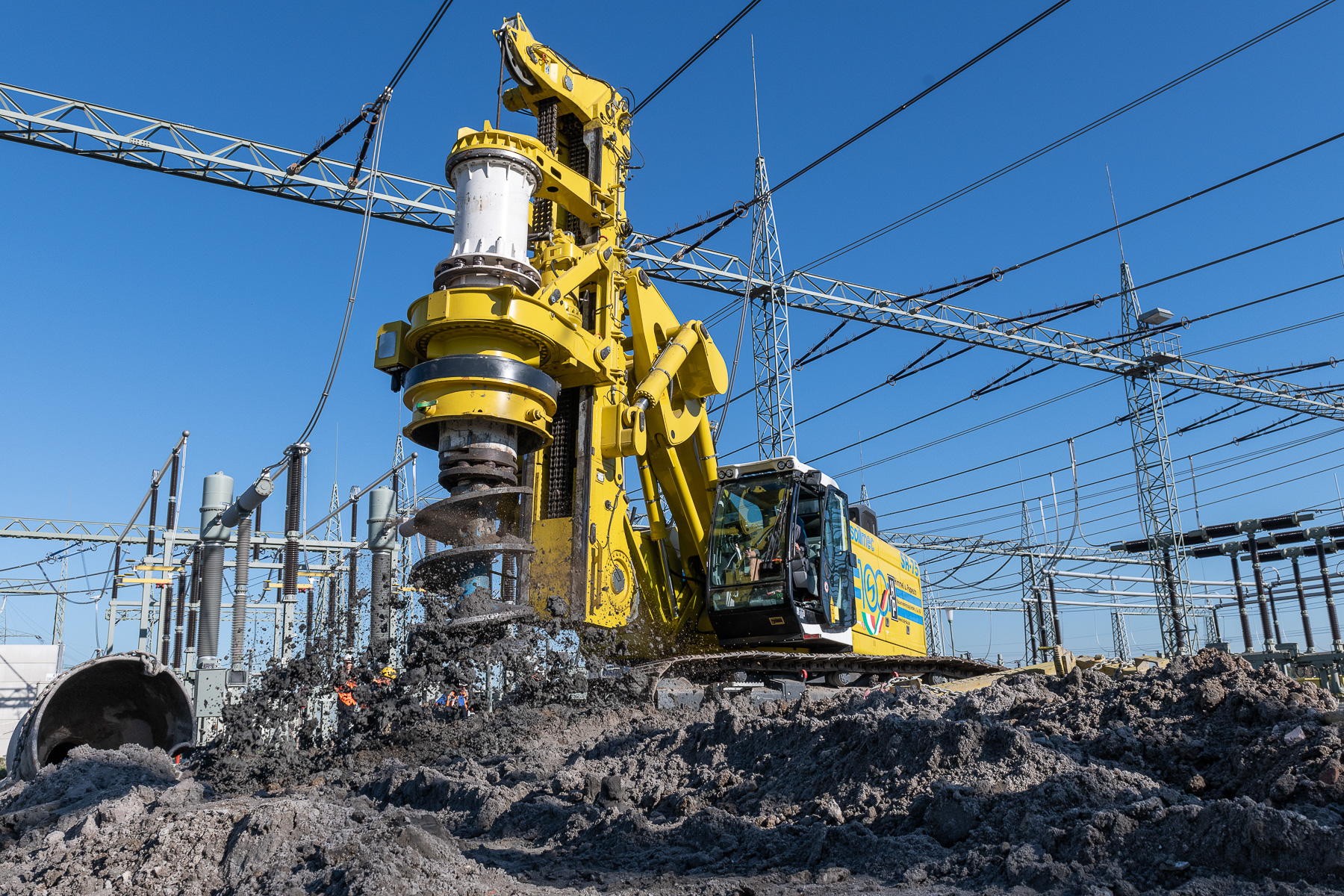
Ein Drehbohrgerät-Raupenfahrzeug Soilmec SR-75 des Unternehmens Himmel & Papesch bei Pfahlarbeiten im Umspannwerk Lampertheim (Dtl.) beim Bohren unter lichter Höhe mit einem speziellen Ultra-Kurzmast und einem entsprechenden Kurzwerkzeug, um die erforderliche niedrige Arbeitshöhe zu gewährleisten.

Das innere Bohrgestänge, an dem das Bohrwerkzeug befestigt wird, die sogenannte Kellystange, ist teleskopierbar und ermöglicht auf diese Weise auch große Bohrtiefen. Geeignet ist das Kellybohrverfahren für nahezu alle Boden- und Felsarten. Sind Böden nicht ausreichend standfest oder droht Bodeneintrieb in die Bohrung aufgrund von Grundwasser, wird eine temporäre Verrohrung oder eine anderweitige Bohrlochstützung notwendig. Diese Verrohrung wird sukzessive mit dem Bohrvorgang durch Aufsetzen von kurzen Rohrstücken verlängert und beim Ausbau der Bohrung, z. B. beim Betonieren, entsprechend zurückgebaut. Der maßgebende Leistungsfortschritt hängt daher von der effektiv zur Verfügung stehenden Arbeitshöhe ab sowie den sich daraus ergebenden Senk-Löse-Hebe-Vorgängen des Bohrwerkzeuges und den zugehörigen Kopplungszeiten der Bohrverrohrung.